# 高山西高等学校
高山西高等学校（たかやまにしこうとうがっこう）は岐阜県高山市に所在する高等学校。飛騨地域唯一の私立高校である。通称は西高（にしこう）。

## 概要
所在地
- 岐阜県高山市下林町353（1961年廃校となった高山市立第四中学校跡地）

生徒数
- 約620名

## 校訓
「誠実　健康　良識　努力　協和」
- この他に学習三原則が存在する。

## 特色
- 昔は不良高校と言われ進学率は低かったが、1989年以降生活指導を中心とした教育を徹底したことにより、近年では各国公立大学や有名私立大学合格者を輩出するようになった。
- 飛騨地区の公立高校にはあまり見られない、勉学と部活の両立に力点を置いた教育（後述のコース）があるため、そのような希望を持つ中学生の選択肢（進学先）と成り得る。
- コースとしては、勉強のみで国公立・私立難関大学を目指す特1コース、部活動と勉学の両立をし、4年制大学や短期大学などを目指す特2コース、就職、専門学校を目指すための蛍雪コースがある。
- ISO14001を取得し、環境教育に力を入れている。
- 毎年、入学式直後に新入生オリエンテーションを2泊3日で実施している。高山西高校の生徒としての自覚を身につけたり、仲間との交流を深めている。
- 携帯電話は、長年にわたって”所持自体が禁止”になっていたが、2019年4月より所持できるようになった。しかし、朝のSHRで回収し、夕方のSHRで返される。学校内での使用は禁止。使って良いのはロータリー、駐輪場、学校外。

学校内での使用が発見された場合、発見された回数によって勧告がある。5回見つかったら携帯電話を解約しなければならない。

## 授業
- 授業時間は45分。休憩が10分ある。月、火曜日は8限まであり、水、木、金曜日は6限までで、その後は部活動。ただし特1コースにおいてはこの限りでない。土曜日は特1コースの生徒のみ補習がある（主に9:00 - 15:00）。
- 長期休暇の期間は市内の小中学校とほぼ同じ。補習については、成績不振者は1週間程度の補習や放課後に再試があり、特1コースは全学年1 - 2週間の勉強合宿がある。また、蛍雪コースでは長期休暇を利用し、企業実習がある。

## 部活動
- 部活動では、ここ数年男子ハンドボール部と男女アーチェリー部がインターハイへの連続出場を果たしている。2011年には剣道部男子団体がインターハイ初出場。その他の有力な部活動は、ウインドアンサンブル（吹奏楽）部。

## 主な進学先
- 国公立大　北海道大学、東北大学、東京大学、東京工業大学、東京医科歯科大学、筑波大学、名古屋大学、岐阜大学、京都大学、大阪大学、九州大学など（主に特1コース）。
- 私立大　青山学院大学、慶應義塾大学、早稲田大学、上智大学、南山大学、同志社大学、立命館大学、関西学院大学、関西大学など（主に特1・特2コース）。

ここ数年で7名が医学部に進学している。理系、看護医療、福祉、幼児教育等に強みを持つ。

## 主な出身者
- 清水ミチコ - タレント
- 今村久美 - NPOカタリバ代表理事
- 冨田佳輔 - 俳優